# Kuna Vali és a FOLKtissimo
Kuna Vali és a FOLKtissimo egy magyar világzenei együttes. Alapítói a Kuna testvérek, akiknek nevéhez köthetők még a Fourtissimo, KunaTones, illetve Hamsa Archiválva 2021. február 25-i dátummal a Wayback Machine-ben formációk.

## Története
A Kuna Vali és a Folktissimo nevű formációt 2018-ban alapította négy testvér, Vali, Márton, Gyula és Bence. A Kuna testvérek több évtizedes zenei múltra tekintenek vissza és ez idő alatt számtalan műfajban, illetve formációban alkottak. Munkásságukat Príma díjjal és számos komoly- és könnyűzenei verseny díjával méltányolta a közönség és a szakma egyaránt. A zenekar stílusát nehéz lenne egyetlen műfaj keretei közé szorítani; az elsősorban magyar népzenére alapuló fúziós világzenében többek közt a jazz, funk és a progresszív rock műfaji elemeit is felfedezhetjük. Az együttes létrejöttét hosszas zenei kísérletezés, kutatómunka előzte meg, így a nagyközönség már találkozhatott a produkcióval számos hazai fesztiválon is. Legújabb dalaikat 2018 októberében rögzítették a Pannónia Stúdióban, melyekkel a Bartók Rádió népzenei műsorában is szerepeltek. Az elbűvölő zenei világot megidéző műsorban a rézfúvós hangszerek érces-édes csengése és Valéria gyönyörű énekhangja varázslatos atmoszférát teremt meg.

## A zenekar jelenlegi felállása
- Kuna Valéria – ének, trombita, szárnykürt
- Kuna Gyula – trombita
- Kuna Márton – harsona, vokál
- Kuna Bence – kürt, vokál, ütőhangszerek
- Somos András – billentyűs hangszerek, fuvola
- Nagy Zoltán – gitár
- Éder Ferenc "Lá" – basszusgitár
- Oláh Gábor – dob

## Megjelenések
A teljesség igénye nélkül:
- 2014–2016 – Széki Szalma Fesztivál, Magyarszék
- 2015 – XXVII. Nemzetközi Néptáncfesztivál, Sátoraljaújhely
- 2015–2018 Hídi Vásár, Hortobágy
- 2016–2018 – Összművészeti Fesztivál, Sátoraljaújhely
- 2018 – Kenderes Napok, Beregdaróc
- 2019 – Ibolya Nap, Húsvét a kastélyban, Gödöllő

## Külső hivatkozások
- Kuna Valéria hivatalos facebook oldala
- Kuna Vali youtube csatornája
- port.hu Fourtissimo Jazz Orchestra (Port.hu)
- M5 TV – Fourtissimo - modern muzsika a vadásznapon – 2020/38. adás – 2020.10.17. (Vadász Erdész Youtube csatornáján)